# Adelina de Haití
Adélina Soulouque (26 de julio de 1820 - 12 de octubre de 1878) fue la emperatriz consorte de Haití desde 1849 hasta 1859, como esposa de Faustino I de Haití.

## Historia
Adélina era hija de Dérival Lévêque, un haitiano de ascendencia mestiza y de su esposa, Marie Michèl. Mantuvo una relación estable con Faustin Souloque durante muchos años, pero no fue hasta el 31 de diciembre de 1849 que el ya emperador Faustino se casó con su compañera sentimental Adélina. El 26 de agosto de 1849 se le había dado el título de Emperatriz Consorte de Haití con el trato de Su Majestad Imperial, y fue coronada con su marido en la capital Puerto Príncipe el 18 de abril de 1852; el emperador y la emperatriz se coronaron en una inmensa y fastuosa ceremonia que emulaba la coronación del emperador francés Napoleón I de Francia. Su hermana fue tratada como Su Alteza Serenísima la Princesa Clélia.
El matrimonio imperial tuvo dos hijas:
- La princesa Geneviève Olive (conocida como "Madame Première"; 29 de noviembre de 1842- 23 de julio de 1883), legitimada por el matrimonio de sus padres, elevada al rango de princesa y concedido el título de su Serena Alteza en 1849. Se casó con el teniente general Pierre Joseph Amitié Theodore Vil Lubin, conde de Vil Lubin. Tuvieron tres hijos y una hija, pero todos murieron en la infancia.

- La princesa Célestine Marie Françoise (1848-después de enero de 1912), llamada Célita, fue elevada al rango de princesa y concedido el título de su Serena Alteza en 1849. Murió soltera.

Como emperatriz al estilo europeo, Adelina disfrutó de su propia corte con numerosas doncellas, damas de honor, damas de palacio, pajes y chambelanes todos cortesanos procedentes de la nobleza recién nombrada con sus títulos de duques, condes, marqueses y barones y ejerció tareas de representación, como recibir en la corte o dar audiencias, todos los martes.
En 1858 comenzó una revolución, encabezada por el general Fabre Geffrard, duque de Tabara. En diciembre de ese año, Geffrard derrotó al ejército imperial y tomó el control de la mayor parte del país. Como resultado, el emperador abdicó del trono el 15 de enero de 1859. Rechazada la ayuda de la delegación francesa, Faustin fue llevado al exilio a bordo de un buque de guerra británico el 22 de enero de 1859. Poco después, el emperador y su familia llegaron a Kingston, en la Jamaica británica, en donde permanecieron varios años. Con permiso para regresar a Haití, Faustino murió en Petit-Goâve el 3 de agosto de 1873 y fue enterrado en Fort Soulouque.